# Silene mariana
Silene mariana Pau  es una especie fanerógama de planta pequeña del género Silene, familia Caryophyllaceae.

## Hábitat
Silene mariana se presenta normalmente en suelos de neutros a ácidos, desarrollándose sobre pizarras, granitos o calizas del Cámbrico; por lo general de textura arenosa. A altitudes comprendidas entre 20 y 800 m. 
Se desarrolla en claros de matorrales, bordes de caminos o cortafuegos. 

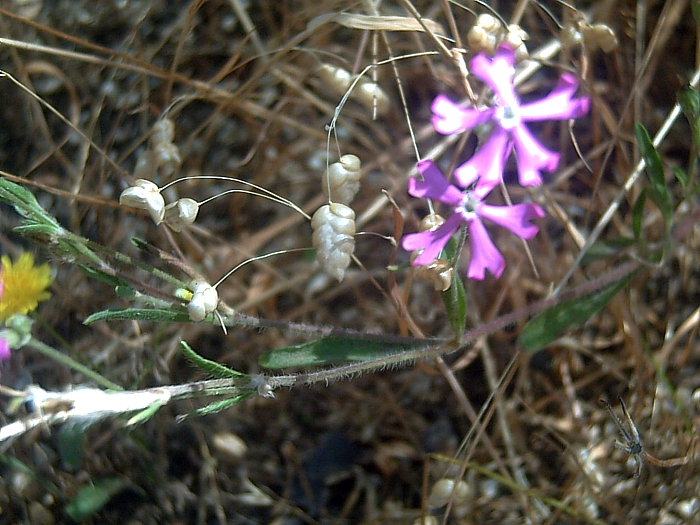
En su hábitat

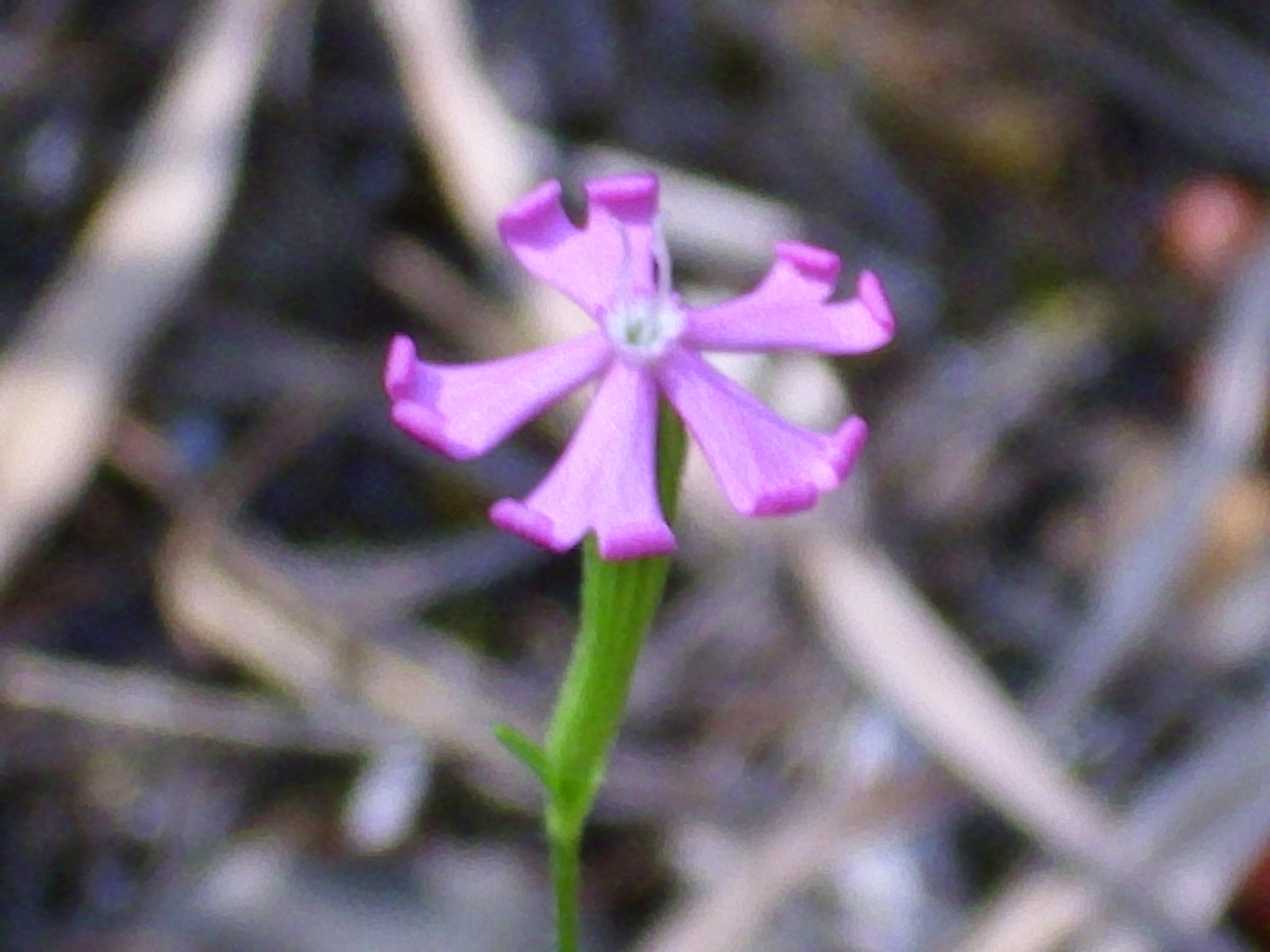
Detalle de la flor

## Distribución
Especie endémica del sur de la península ibérica. En Andalucía ha sido citada en las provincias de Cádiz, Córdoba, Huelva, Jaén, Málaga y Sevilla, aunque las poblaciones localizadas se restringen a las provincias de Córdoba, Huelva y Sevilla. 
Fuera de Andalucía ha sido citada en la Sierra Madrona de la provincia de Ciudad Real.

## Descripción
Planta herbácea, anual. Tallos de 20 a 60 cm, erectos, simples o ramificados desde la base, vilosos en su parte inferior, glabros en la parte media y puberulento glandulosos en la superior. 
Hojas opuestas, enteras, de ovado lanceoladas a lineares, ligeramente tomentosas. Inflorescencia de tipo escorpioide con 4 a 8 flores. Brácteas más largas que los pedicelos, lanceoladas, ciliadas. 
Flores hipoginas, pentámeras. Cáliz gamosépalo, obcónico y curvado en la antesis, subclavado y erecto en la fructificación, con 10 nervios y dientes ovados y ciliados. Pétalos diferenciados en limbo y uña; limbo bífido, de color rosa pálido; lígula de la corola bífida, de color blanco. Posee 10 estambres, con filamentos estaminales glabros. 
Ovario con 3 estilos. Fruto es una cápsula subcilíndrica, dehiscente por 6 dientes. Semillas reniformes, equinuladas, con caras acentuadamente cóncavas; dorso plano o ligeramente acanalado
Su periodo de floración y fructificación va de marzo a junio. Los frutos maduran rápidamente, produciéndose la liberación de las semillas.

## Amenazas
Las actividades y usos del terreno que pueden afectar a Silene mariana negativamente son reducidas. En concreto uno de los núcleos de población de la especie, se localiza en la comarca de los Alcores, en donde la explotación de las calizas detríticas para la obtención de albero es una fuente potencial de peligro.
Otra de las poblaciones, localizada en las proximidades del camino que conduce de Almonte a El Rocío, puede verse afectada como consecuencia del elevado número de visitantes a esta última localidad.
Es una especie de interés de la comunidad cuya conservación requiere la designación de áreas especiales de conservación.

## Taxonomía
Silene mariana fue descrita por Carlos Pau Español y publicado en Mem. Real Soc. Esp. Híst. Nat. 1921: 292 (1821)
Citología
Número de cromosomas de Silene mariana (Fam. Caryophyllaceae) y táxones infraespecíficos: n=12; 2n=24
Etimología
El nombre del género está ciertamente vinculado al personaje de Sileno (en griego Σειληνός; en latín Sīlēnus), padre adoptivo y preceptor de Dionisos, siempre representado con vientre hinchado similar a los cálices de numerosas especies, por ejemplo Silene vulgaris o Silene conica. Aunque también se ha evocado (Teofrasto via Lobelius y luego  Linneo)  un posible origen a partir del Griego σίαλoν, ου, "saliva, moco, baba", aludiendo a la viscosidad de ciertas especies, o bien σίαλος, oν, "gordo", que sería lo mismo que la primera interpretación, o sea, inflado/hinchado.
mariana; epíteto latino que significa "de la Virgen Maria".